# Haldexkobling
En Haldexkobling er en elektronisk styret, hydraulisk/mekanisk kobling til biler med firehjulstræk. Teknologien er udviklet og bliver produceret af det svenske selskab Haldex AB. Systemet findes i firehjulstrukne biler fra Volkswagen under navnet 4Motion og Audi under navnet quattro, i tillæg til en række andre.
Fjerde generation Haldexkobling blev introduceret i 2007. Den 16. april 2009 offentliggjorde selskabet af der var indgået en aftale med Volkswagen om et nyt system, femte generation, fra 2012.

## Biler med haldexkobling
For tiden bruger følgende biler haldexkobling
- Volkswagen AG
  - Audi A3 quattro
  - Audi S3
  - Audi TT quattro
  - Bugatti Veyron
  - SEAT León 4
  - SEAT Altea Freetrack 4
  - SEAT Alhambra 4
  - Škoda Octavia 4x4
  - Škoda Octavia Scout
  - Škoda Superb 4x4
  - Škoda Yeti 4x4
  - Volkswagen Golf 4Motion
  - Volkswagen Golf R32
  - Volkswagen Bora 4Motion
  - Volkswagen Passat B6 og B7 4Motion
  - Volkswagen Sharan 4Motion
  - Volkswagen Tiguan 4Motion
  - Volkswagen Caddy 4Motion
- Volvo Cars
  - Volvo S40 AWD
  - Volvo V50 AWD
  - Volvo S60(R) AWD
  - Volvo XC60 (Haldex fjerde generation)
  - Volvo V70(R) AWD
  - Volvo S70 AWD
  - Volvo XC70 (Haldex første generation 1998−2001, anden generation 2002−2005, tredje generation 2006−)
  - Volvo S80 AWD
  - Volvo XC90 (Haldex anden generation)
- Ford
  - Ford Five Hundred
  - Ford Freestyle
  - Ford Kuga
  - Mercury Montego
- Land Rover
  - Land Rover Freelander 2
- Saab Automobile
  - Saab 9-3 Aero XWD (Haldex fjedre generation)
  - Saab 9-3 Turbo X (Haldex fjerde generation)
- General Motors
  - Buick LaCrosse
  - Cadillac SRX
  - Cadillac Provoq
  - Opel Insignia (Haldex fjerde generation)